# Benjamin-Joseph Steens
 Benjamin-Joseph Steens est un organiste et claveciniste qui pratique aussi le clavicorde, né à Bonheiden (Belgique) le 2 juillet 1972.

## Biographie
Natif de Bonheiden (Belgique), Benjamin-Joseph Steens obtient une Maîtrise de musicologie à l’Université Catholique de Louvain et à Paris-IV Sorbonne. Parallèlement, il étudie à l’Institut Lemmens (Louvain) avec Chris Dubois, Luc Ponet (orgue) et Chris Verhelst  (clavecin) et au Conservatoire d’Orléans avec François-Henri Houbart, puis au Conservatoire National Supérieur de Musique et de Danse de Paris où ses études sont couronnées par plusieurs Premiers Prix et Diplômes de Formation Supérieure en orgue (classe de Michel Bouvard et Olivier Latry), clavecin (classe de Pierre Hantaï puis Olivier Baumont) et basse continue (Classe de Béatrice Berstel). Il y obtient de surcroît le Certificat d’Aptitude (département de pédagogie).
Son attrait pour les claviers anciens s’enrichit au contact de Jos van Immerseel, avec qui il se perfectionne au Conservatoire d’Anvers. Il se passionne pour le clavicorde, devenant un des rares claviéristes contemporains à jouer cet instrument en récital et à l’utiliser en musique de chambre. Sa curiosité naturelle pour tous les répertoires l’amène aussi à s’intéresser à la musique des XIXe, XXe et XXIe siècles et à collaborer avec des compositeurs pour préparer des créations, dont le Ricercar pour orgue de Bert van Herck donné à Reims en 2006. Un des premiers organistes à jouer l’œuvre monumentale de Jean-Louis Florentz Debout sur le soleil, il put l'interpréter notamment sur les grandes orgues de Notre-Dame de Paris en 1998 et 1999. 
Titulaire des grandes orgues Cattiaux de la Basilique Saint-Remi de Reims dont il est également conservateur, responsable de l’orgue Bernard Aubertin à Vertus (Marne), Benjamin-Joseph Steens est régulièrement invité par des festivals européens (Festival de Flandres, Toulouse-les-Orgues, Flâneries Musicales de Reims...) pour des récitals, concerts de musique de chambre ou productions orchestrales. Ses prestations sont périodiquement enregistrées par la radio ou la télévision. Il enseigne l’orgue, le clavecin et la basse continue aux conservatoire de Levallois jusqu'en 2021. Il est également professeur de musique ancienne au CRR de Reims, et professeur de clavicorde au sein du MIMA pianoforte de la Sorbonne. Depuis septembre 2020 il est professeur  « Claviers Historiques » à l'Académie Supérieure de Musique (HEAR) de Strasbourg. Il est également régulièrement demandé comme professeur-invité ou jury dans des institutions renommées telles que l'Orpheus Instituut, l'Opéra Bastille ou le CNSMDP.
Sa discographie comporte plusieurs CD réalisés pour le Label Epr-classic. En 2007 parait le CD/DVD Bach - Buxtehude (Diapason d'or) aux grandes orgues de Saint-Martin de Vertus et de Saint-Remi de Reims. Ses enregistrements au clavicorde : les Variations Goldberg de J.S. Bach (2010) et Bach and Sons, sonates pour flûte et clavier obligé de la famille Bach avec Jacques-Antoine Bresch au traverso (2011) remportent un vif succès public et son plébiscitées par la critique internationale, notamment en France avec 5 diapasons.

### Événements
- Animateur des Rencontres baroques rémoises.

### Discographie
- Chez EPR-classic,
- Bach-Buxtehude aux orgues de St-Remi de Reims et st-Martin de Vertus, 2007 ;
- Variations Goldberg sur clavicorde, 2010 ;
- Bach and sons, avec Jacques-Antoine Bresch en 2011.